# 王建軍 (俳優)
王 建軍（おう けんぐん、ワン・チェンチュン、1961年8月31日 - ）は、中華人民共和国北京市出身の俳優、武術指導、アクション監督、武術家。身長170cm。体重62kg。稲川素子事務所所属。

## 来歴
幼少の頃から中国武術を習い、8歳で北京業余体育学校（現・北京市什刹海体育運動学校）に入学し、武術班コーチのウー・ピン（呉彬）に師事する。リー・リンチェイ（李連杰）の兄弟子にあたる。1974年に設立した北京武術隊に入隊し、北京市の第一期プロ武術スポーツ選手となる。中国武術代表団として世界15カ国を訪問し、日本でも公演した。中国武術全般に精通しているが、「棍術名家」「棍王」「九節鞭王」と呼ばれるように、特に棍術・九節鞭・長拳を得意とする。李連杰、趙長軍、李志洲と共に「中国武林四傑」に数えられる。
主な成績としては、1972年の全国武術表演大会で少年組棍術優秀賞、1974年に北京市武術総合チャンピオン、1979年の第4回全国運動会で棍術1位を獲得。全中国武術表演賽では、1982年に自選長拳（自由形）1位、1983年に全能（個人総合）1位、1984年に棍棒術1位、1986年に刀術1位を獲得。中国国家体育委員会から「中華人民共和国第三級体育栄誉奨励賞」を三度受賞し、中国武術運動員の最高等級「武英級」に認定されている。 
1990年代から日本に在住し、映画・ドラマでアクション俳優や武術指導として活躍している。また、中国武術の普及にも力を入れており、横浜中国武術協会や戸田ドラゴン・カンフーアクションクラブなどで指導をしている。ケイン・コスギにも12年間武術指導した。

## プロレス異種格闘技戦への参戦
2004年8月1日、東京・後楽園ホールでの橋本真也のスペシャルタッグマッチ後、マスコミの質疑応答中に謎の中国人が橋本の靖国参拝に対し抗議する。その後、謎の中国人軍団の1人としてZERO-ONE事務所に押しかけ、中村祥之部長に靖国神社での奉納プロレスの中止を訴えて抗議する。2004年11月5日、ZERO-ONE道場での道場マッチで、富豪2夢路に上段回し蹴りでKO勝ちし、プロレス本格参戦が決まった。
以後、2004年から2007年まで、リングネーム「王拳聖（おうけんしょう）」でプロレスリングZERO1-MAXの異種格闘技戦に参戦。格闘スタイルは酔拳などの蹴りや拳打を主体とする中国拳法で、ヌンチャクや三節混なども使い会場を沸かせた。対戦成績は6勝2敗。

### 戦績
| 勝敗 | 対戦相手                 | 試合結果                          | 会場               | 開催年月日     | 相手のファイトスタイル |
| ---- | ------------------------ | --------------------------------- | ------------------ | -------------- | ---------------------- |
| ○    | 浪口修                   | 1R 2分12秒 TKO（上段回し蹴り）    | 後楽園ホール       | 2004年11月11日 | プロレス               |
| ○    | 浪口修                   | 6分53秒 TKO（酔拳流蹴り）         | 後楽園ホール       | 2004年11月25日 | プロレス               |
| ○    | 山笠Ｚ”信介              | 9分0秒 TKO（回し蹴り）            | 千葉公園体育館     | 2004年12月18日 | プロレス               |
| ×    | 浪口修                   | 1R 3分19秒 逆エビ固め             | 靖國神社相撲場     | 2005年4月10日  | プロレス               |
| ○    | 山笠Ｚ”信介              | 4分49秒 TKO（マウントパンチ連打） | 靖國神社相撲場     | 2006年4月1日   | プロレス               |
| ○    | 小笠原和彦               | 5分3秒 TKO（泥酔）                | 後楽園ホール       | 2006年4月13日  | 空手                   |
| ×    | シー・テンロン（石天龍） | 5分35秒 TKO（中段蹴り）           | 後楽園ホール       | 2007年4月7日   | 截拳道                 |
| ○    | 車冬次郎 with さくら咲   | 5分25秒 TKO（パンチ）             | グッドウィルドーム | 2007年8月12日  | プロレス               |

## 出演作品

### 映画
※は主演。
- ドキュメント 燃えよカンフー（1983年）
- 三峡必殺拳（原題：峡江疑影）（1985年） - 牛崽
- 京都球侠（1987年） - 劉三
- ジェット・リーの軌跡（1988年）
- 天湖女侠（1988年） - 雲中燕 ※
- 五台山奇情（1989年） - 圓空 ※
- 皇家尼姑（別題：武則天初戀）（1990年） - 齊小鵬 ※
- 極東黒社会（1993年）
- 修羅場の人間学（1993年）
- ノストラダムス戦慄の啓示（1994年）
- 新宿黒社会 チャイナ・マフィア戦争（1995年）
- OL忠臣蔵（1997年）
- 金田一少年の事件簿 上海魚人伝説（1997年） - 上海公安
- 水滸伝 決戦!白龍城（2000年） - 戴宗
- ゴジラ×メカゴジラ（2002年）
- 茶の味（2004年） - 校庭で暴走族を追い払う男
- 片腕拳王（ドラゴン）2005（2005年） - ルオ（羅祥）
- カンフー無敵（2006年） - 占いさん（神算）[13]
- 武聖（2006年） - 禅空　兼プロデューサー、武術指導
- 味いちもんめ

### テレビドラマ
- 侠女除暴（1989年）
- 粉紅色的夢
- 炎立つ（1993年 - 1994年）
- 西遊記 第13話（1994年）
- 八月のラブソング（1996年）
- 銃口・教師竜太の青春（1996年）
- ウルトラマンティガ 第35話（1996年） - TPC西アジア支部代表
- ヒロインたちの反乱（1997年）
- お局探偵亜木子&みどりの旅情事件帳 第1作「軽井沢に消えた女 お見合いパーティーが呼ぶストーカー連続殺人…別荘の庭は血みどろの死体農場」（1997年）
- ラブジェネレーション（1997年）
- ラブジェネレーション'98 ハッピーエンドから始めよう!（1998年）
- ウルトラマンガイア 第37話（1998年） - G.U.A.R.D.チャイナ隊員
- 相棒 Season 1 第3話「秘密の元アイドル妻」（2002年） - 麻薬の売人B
- 華麗なるスパイ 第6話「修道女の告白! ハニートラップが始まる」（2009年） - トニー・チェン
- 金田一少年の事件簿 香港九龍財宝殺人事件（2013年） - 香港警察機動部隊（PTU）
- コードネームミラージュ Episode02（2017年） - 楊振寧の秘書
- 家売るオンナ 第2シリーズ 第9話（2019年） - 広東語を話す中国人客

### バラエティ
- アッコにおまかせ!
- 香取慎吾のアジアのMIKATA
- コロンブスのゆで卵
- 知ってドーするの!?
- 週刊スタミナ天国

### Vシネマ
- 新宿アウトロー（1994年）
- 六本木ソルジャー（1995年）
- 東京魔悲夜（1995年）
- ワル 正伝（1996年）
- Another XX マトリの女 - 中国マフィアの殺し屋
- カタナーマン（2006年） - ドラゴン[14]

### 携帯ドラマ
- 係長 青島俊作 THE MOBILE 事件は取調室で起きている! 第七話（2010年） - 中国人スリ集団リーダー陳健志

### WEBムービー
- Netflixオリジナル本格ワイヤーアクションWEBムービー「ソード・オブ・デスティニー／スペシャルムービー」＜いざこざ篇＞、 ＜バレーボール篇＞、 ＜ラーメン篇＞ - 香港撮影クルーの武術監督ウー・フイオン[15]

### VP
- 埼玉県
- ソニー
- 日本語
- 富士ゼロックス

### 教則DVD・VHS
- 武術・功夫入門 長拳編・器械編[16]

### プロレスDVD
- ZERO-ONE Impact Vol.4
- ZERO-ONE Impact Vol.6

## 参加作品

### 映画
- 侠女十三妹/カンフー艶舞（1985年） - 武術指導
- 異聞 始皇帝謀殺（1995年） - 副監督
- 孔雀 我が家の風景（2007年） - 現場管理